# يوجينيو كاسترو
يوجينيو كاسترو هو دراج كوبي، ولد في 1 يوليو 1971.

## وصلات خارجية
- يوجينيو كاسترو على موقع أوليمبيديا (الإنجليزية)